# 초월도서관
초월도서관은 경기도 광주시 초월읍에 있는 도서관이다.

## 연혁
- 2013년 6월 26일 개관

## 시설현황
- 3층: 문헌자료실, 디지털자료실, 다목적강당
- 2층: 어린이열람실, 일반열람실
- 1층: 주차장, 로비

## 이용 안내
이용 시간
- 열람실: 매일 08:00~22:00 (휴관일은 09:00~18:00)
- 문헌자료실: 평일 09:00~22:00 / 토·일요일 09:00~18:00
- 어린이열람실·전자정보실: 09:00~18:00

휴관일
- 매주 금요일, 정부지정 법정공휴일(휴관일에 열람실 09:00 ~ 18:00 운영)